# Лаутер Антс
Антс Лаутер (ест. Ants Lauter; нар. 23 (5) липня 1894, Вескі, тепер повіт Рапламаа, Естонія — пом. 30 жовтня 1973, Таллінн) — естонський актор, театральний режисер та педагог, народний артист СРСР (1948).

## Життєпис
Антс Лаутер народився 23 (5) липня 1894 року в селі Вескі, тепер повіт Рапламаа, Естонія.

## Фільмографія
- 1955 — «Щастя Андруса»
- 1957 — «На повороті»